# VR Bank Rhein-Mosel
Die VR Bank Rhein-Mosel eG war eine deutsche Genossenschaftsbank mit Sitz in Neuwied. Im Jahr 2023 fusionierte die Bank mit der Volksbank RheinAhrEifel eG zur VR Bank RheinAhrEifel eG mit Sitz in Koblenz.

## Geschichte
Die Bank hat ihre Ursprünge in dem von Friedrich Wilhelm Raiffeisen 1854 initiierten Heddesdorfer Wohltätigkeitsverein, an dessen Stelle 1864 der Heddesdorfer Darlehenskassenverein trat, der heute als erste Genossenschaft im Raiffeisen’schen Sinne gilt. 1862 erfolgte die Gründung des Darlehnskassenvereins der Bürgermeisterei Engers, der das juristische Gründungsinstitut der Bank darstellt.
1994 fusionierte die Raiffeisenbank Engers eG mit der Raiffeisenbank Neuwied eG, im Jahr 2000 erfolgte der Zusammenschluss mit der Volksbank Linz eG zur Volks- und Raiffeisenbank Neuwied-Linz eG.
2013 fusionierte die VR-Bank Neuwied-Linz mit der Volksbank Vallendar-Niederwerth. Im Jahre 2020 fusionierten die Volks- und Raiffeisenbank Neuwied-Linz eG und die VR Bank Rhein-Mosel eG zur VR Bank Rhein-Mosel eG.

## Geschäftsgebiet
Das Geschäftsgebiet der VR Bank Rhein-Mosel eG, welches in zwei Regionalmärkte gegliedert war, umfasste 18 Geschäftsstellen, 16 SB-Stellen und fünf Raiffeisenmärkte. Die Raiffeisenmärkte firmierten unter der 2019 gegründeten Raiffeisen-Markt Maifeld GmbH, einer 100-prozentigen Tochtergesellschaft der VR Bank Rhein-Mosel eG. Der Regionalmarkt Rhein erstreckte sich vom nördlichen Rheinland-Pfalz in Rheinbreitbach bis an die Stadtgrenze von Koblenz. Der Regionalmarkt Mosel begann auf der linken Seite des Rheins bei Andernach und endete kurz vor Cochem in Klotten.

## Mitgliedschaft
Die VR Bank Rhein-Mosel eG wurde als Genossenschaftsbank von rund 28.000 Mitgliedern getragen. 

## Genossenschaftliche Finanzgruppe Volksbanken Raiffeisenbanken
Die Bank war Teil der genossenschaftlichen Finanzgruppe Volksbanken Raiffeisenbanken und Mitglied beim Bundesverband der Deutschen Volksbanken und Raiffeisenbanken (BVR) sowie dessen Sicherungseinrichtung. Der gesetzliche Prüfungsverband war der Genossenschaftsverband – Verband der Regionen
Zu den Verbundpartnern gehörten:
- Münchener Hypothekenbank
- Bausparkasse Schwäbisch Hall
- R+V Versicherung
- Union Investment Gruppe
- VR Leasing
- easyCredit
- DZ Hyp
- DZ Privatbank
- DZ Bank